# Norra stadsparken (Rinkeby)

Norra stadsparken är en park i Rinkeby i Stockholms kommun. Den ligger mellan Rinkebytorget och Kvarnbyskolan. I parken finns bland annat stora gräsytor och gångvägar.
Ytan uppgår till 0,8 hektar. Parken upprustades under 2004/2005 och nyinvigdes i september 2005.